# Нове Мосткі
Нове Мосткі (пол. Nowe Mostki) — село в Польщі, у гміні Сохачев Сохачевського повіту Мазовецького воєводства.
Населення — 394 особи (2011).
У 1975-1998 роках село належало до Скерневицького воєводства.

## Демографія
Демографічна структура станом на 31 березня 2011 року:
|          | Загалом | Допрацездатний вік | Працездатний вік | Постпрацездатний вік |
| -------- | ------- | ------------------ | ---------------- | -------------------- |
| Чоловіки | 194     | 35                 | 135              | 24                   |
| Жінки    | 200     | 48                 | 113              | 39                   |
| Разом    | 394     | 83                 | 248              | 63                   |